# روبيرت ماه
روبيرت ماه (بالفرنسية: Robert Maah)‏ (25 فبراير 1985 بباريس في فرنسا - ) هو لاعب كرة قدم فرنسي في مركز الهجوم. لعب مع سي إف آر كلوج ونادي أورليانز ونادي باري ونادي رافينا ونادي سيتاديلا ونادي كومو ونادي موسكرون ونادي جوزتيبي وبرو سيستو 1913 ونادي غروسيتو.

## روابط خارجية
- روبيرت ماه على موقع اتحاد تركيا (لاعب) (الإنجليزية)
- روبيرت ماه على موقع قاعدة بيانات كرة القدم.إي يو (الإنجليزية)
- روبيرت ماه على موقع Soccerway.com (الإنجليزية)
- روبيرت ماه على موقع عالم كرة القدم.نت (الإنجليزية)
- روبيرت ماه على موقع GSA (الإنجليزية)